# Carl Dahlhaus
Carl Dahlhaus (ur. 10 czerwca 1928 w Hanowerze, zm. 13 marca 1989 w Berlinie) — niemiecki muzykolog.
Obronił doktorat w Getyndze w 1953 za pracę „Studia nad mszami Josquina des Prés”, a habilitację uzyskał w 1966 w Kilonii. Po habilitacji został zatrudniony na Uniwersytecie w Saarbrücken. W 1967 został mianowany profesorem na Politechnice Berlińskiej. W 1983 odznaczony Pour le Mérite za Naukę i Sztukę.

## Znane publikacje
- Musikästhetik (1967),
- Grundlagen der Musikgeschichte (1977),
- Die Musik des 19. Jahrhunderts (1980).
- Polski wybór prac Dahlhausa Idea muzyki absolutnej (1988).

Jego zainteresowania muzyczne były bardzo szerokie, zajmował się historią muzyki, zwłaszcza XIX wieku, a także teorią i estetyką muzyki.
Przełomowe były jego prace o Wagnerze.